# Marian Rauszer
Marian Rauszer (ur. 15 maja 1931 w Orzeszu, zm. 29 lipca 2020) – polski funkcjonariusz partyjny i urzędnik konsularny.
Syn Edwarda i Anny. Członek PZPR od 1950, w której pełnił cały szereg funkcji m.in. instruktora KW w Katowicach (1953-1956), I sekr. KM w Tychach (1980-1982), i sekr. KW w Katowicach (1982-1988). W latach 1986-1989 był członkiem Komisji ds. Wewnątrzpartyjnych oraz Działalności Partii w Organach Przedstawicielskich i Administracji Państwowej Komitetu Centralnego. Dwukrotnie odbył kursy w Akademii Nauk Społecznych przy KC KPZR w Moskwie (1984, 1987). Następnie został delegowany na stanowisko konsula generalnego PRL w Rostocku (1988-). 